# Franz Xaver Winterhalter
Franz Xaver Winterhalter (20. dubna 1805, Menzenschwand – 8. července 1873, Frankfurt nad Mohanem) byl německý malíř a litograf, známý především jako portrétista členů královských nebo aristokratických rodů Evropy v polovině 19. století. Jeho jméno je spojováno s módním dvorním portrétováním. Mezi jeho nejznámější díla patří Císařovna Evženie obklopená svými dvorními dámami (1855) a portréty císařovny Alžběty Rakouské (1865).

## Život

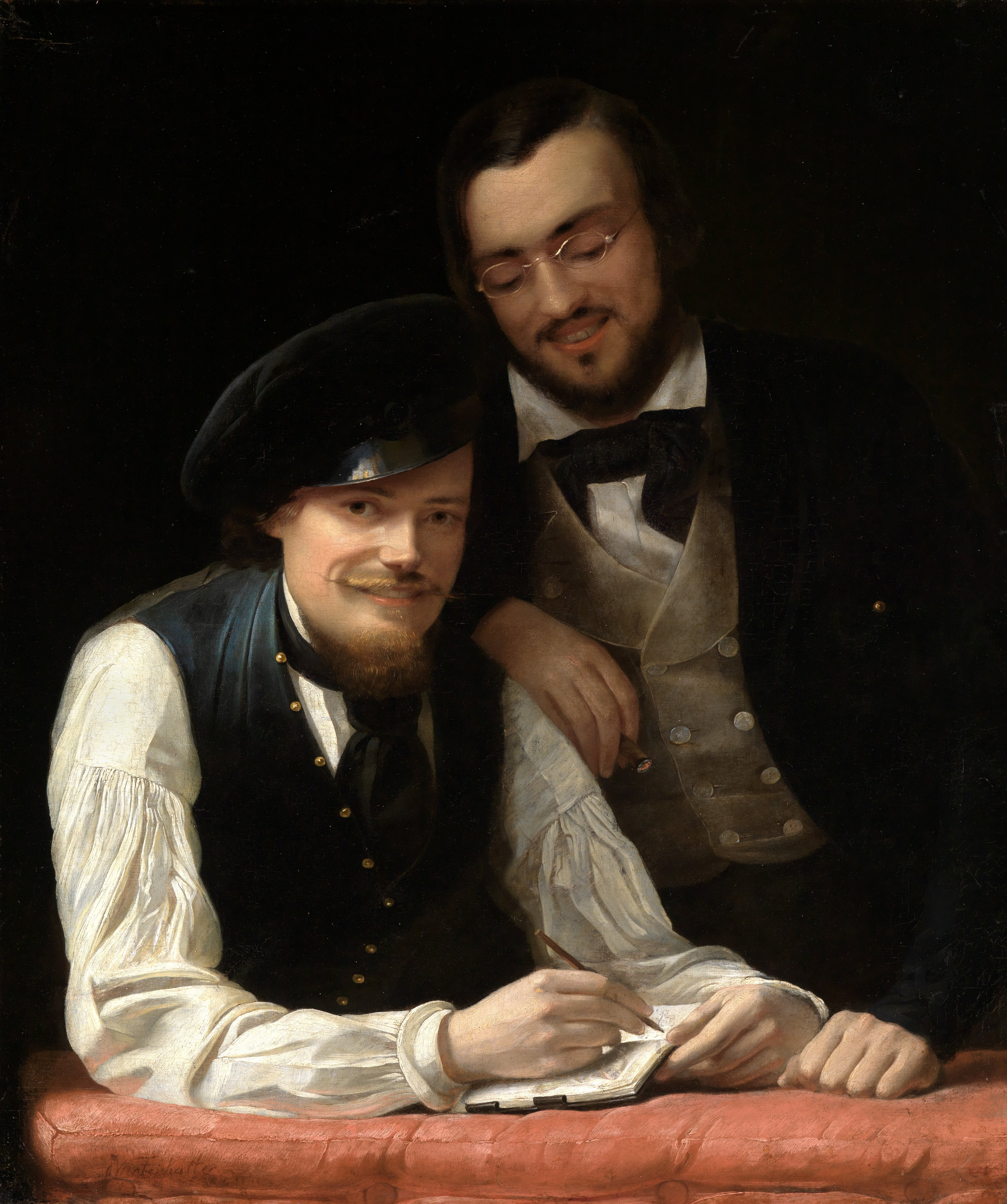
Autoportrét Franze Xavere Winterhaltera (vlevo) společně s bratrem (rovněž malířem).

Narodil se v malé vesnici Mezenschwand ve Schwarzwaldu jako šestý z devíti dětí místního rolníka (z nichž však jen pět se dožilo dospělosti; jeho mladší bratr Hermann Fidel byl rovněž úspěšným malířem). V letech 1818-1824 se učil litografem na Uměleckém institutu ve Freiburgu, následně získal stipendium ke studiu malířství na Umělecké akademii v Mnichově. Během této doby pracoval v ateliéru portrétního malíře Josepha Karla Stielera a působil i jako litograf. Po ukončení studia přišel v roce 1828 do Karlsruhe, kde získal místo učitele malby bádenské markraběnky; zde vytvořil portrét bádenské velkovévodské rodiny.
V letech 1833-1834 odcestoval do Itálie, kde maloval romantické žánrové scény ve stylu Louise Léopolda Robertse. Po návratu do Karsruhe byl velkovévodou Leopoldem jmenován bádenským dvorním malířem, později však na krátký čas dvůr opustil a pobýval v Paříži. Zde vzbudil na Pařížském Salonu velkou pozornost svými italskými žánrovými obrazy. Jako protegé krále Ludvíka Filipa I. se stal nejžádanějším portrétním malířem ve Francii. Jako dvorní malíř maloval portréty královské rodiny a významných osobností dvora. Úspěch těchto obrazů mu přinesl renomé specialisty na aristokratické portréty, což mu získalo zakázky od mnoha evropských aristokratických i vládnoucích domů – v roce 1841 ho pozvala královna Viktorie na britský dvůr, v roce 1852 královna Izabela II. Španělská na dvůr španělský. Po nástupu Napoleona III. na francouzský trůn se vrátil do Paříže. K jeho zákazníkům náležel také belgický královský dvůr i panovnické domy ve Vídni a Petrohradu.

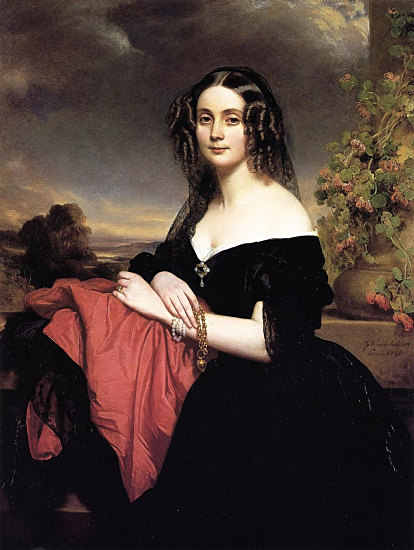
Claire de Béarn, vévodkyně Vallombrosa

Portrétoval řadu korunovaných hlav Evropy. Zpočátku byl jeho styl dosti konzervativní a "staromódní", jeho charakteristickým znakem byl hladký, jakoby emailovaný povrch, což se později změnilo; na jeho nejproslulejším díle – portrétu rakouské císařovny Alžběty – je již vidět značná volnost malířské techniky. Druhým jeho nejznámějším obrazem je portrét francouzské císařovny Evženie, kterým dobyl velké slávy na výstavě v roce 1853. Velká část jeho obrazů vznikala přímo na plátně, bez vypracování předchozích skic.
Jeho obrazy lichotily – na nich každá žena byla krásná. Po celou dobu své tvůrčí činnosti nebyl kritiky valně uznáván, vytýkali mu "vyumělkovanost" a "nepřirozenost". Byl však vysoko ceněn svými bohatými patrony z mocných rodin a v těchto kruzích byl i uznávaným malířem.
Zemřel v 68 letech na břišní tyfus při pobytu ve Frankfurtu nad Mohanem; na frankfurtském hlavním hřbitově je také pochován.